# 多克斯
多克斯（法語：Daux，法語發音：[doks]）是法国上加龙省的一个市镇，属于图卢兹区。

## 地理
多克斯（43°41'38"N, 1°16'9"E）面积16.88 平方千米，位于法国奧克西塔尼大區上加龙省，该省份为法国西南部内陆省份，西南端与西班牙接壤，自此顺时针与上比利牛斯省、热尔省、塔恩-加龙省、塔恩省、奥德省和阿列日省接壤。
与多克斯接壤的市镇（或旧市镇、城区）包括：梅维尔、欧索讷、蒙东维尔、萨沃河畔蒙泰居、莱维尼亚克、皮布拉克。
多克斯的时区为UTC+01:00、UTC+02:00（夏令时）。

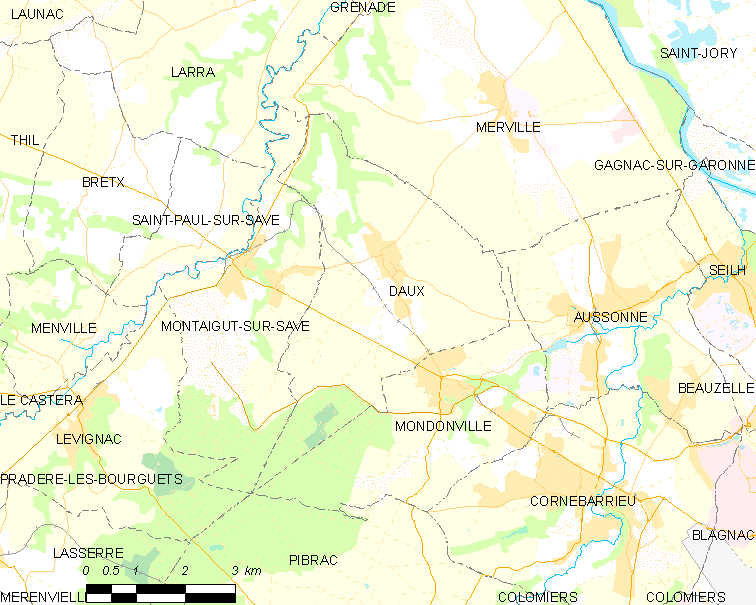
多克斯的OSM定位图

## 行政
多克斯的邮政编码为31700，INSEE市镇编码为31160。

## 政治
多克斯所属的省级选区为莱格万县。

## 人口

1962-2008年间多克斯人口变化图示

多克斯于2022年1月1日时的人口数量为2575人。

## 图集

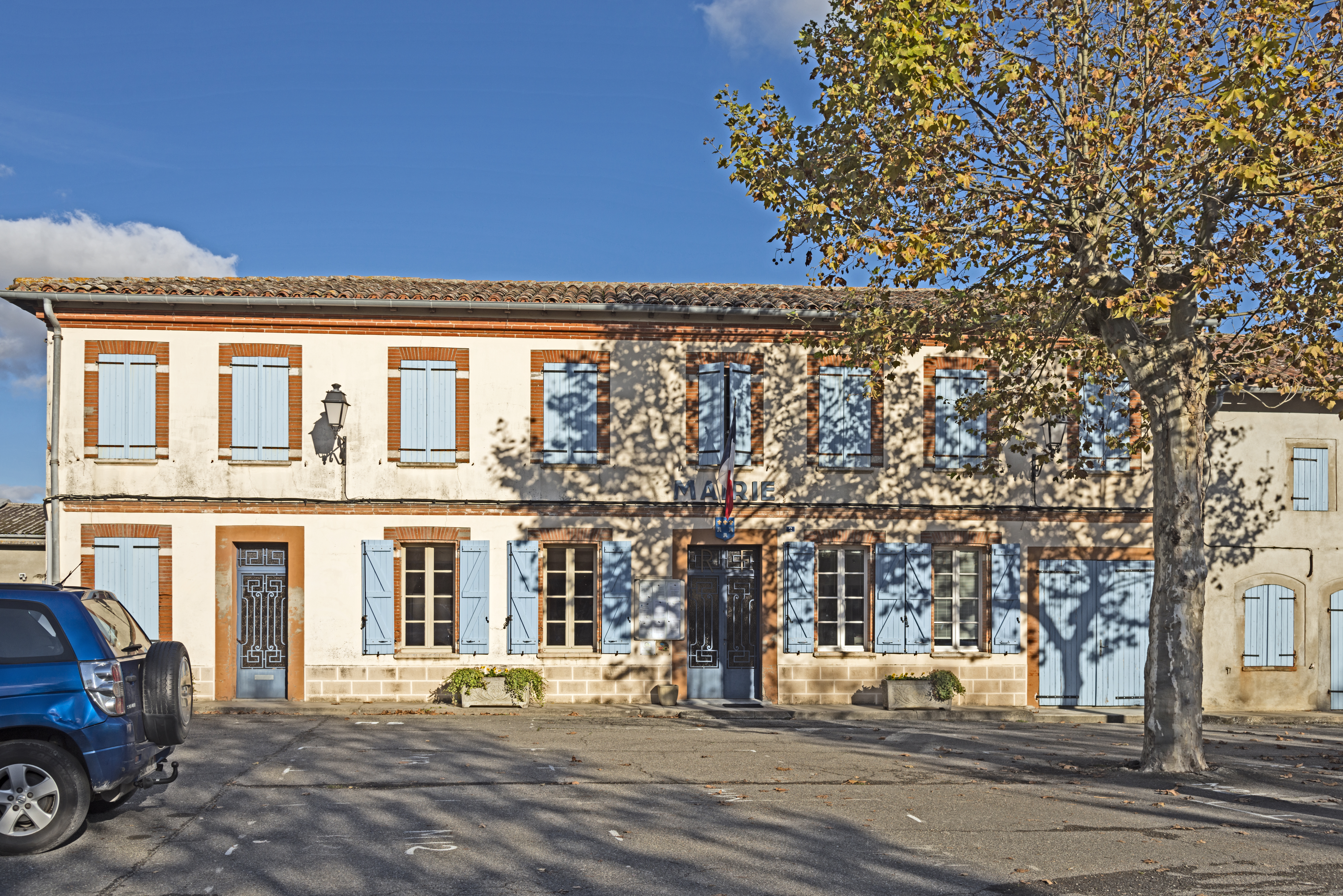
市政厅
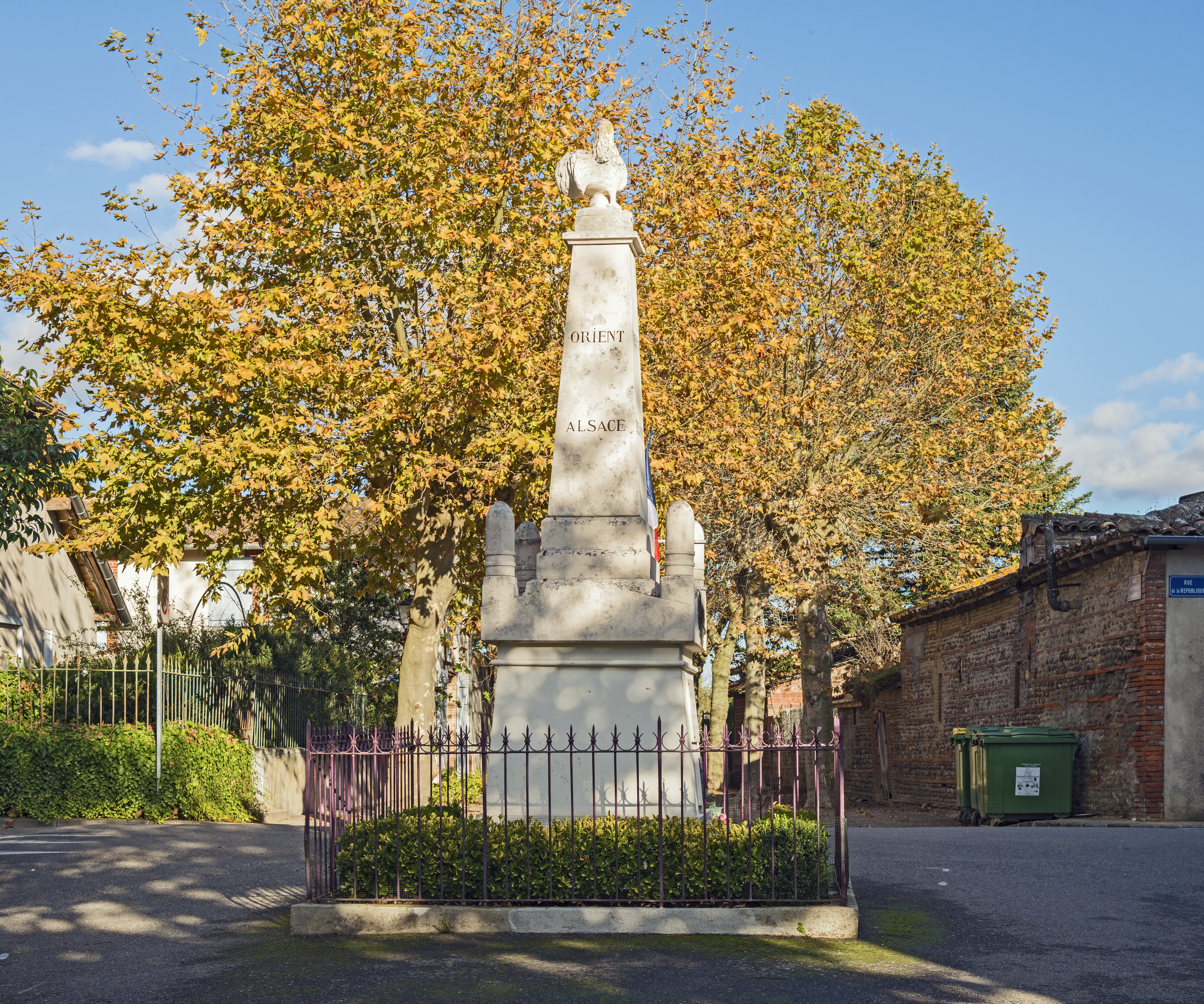
战争纪念碑
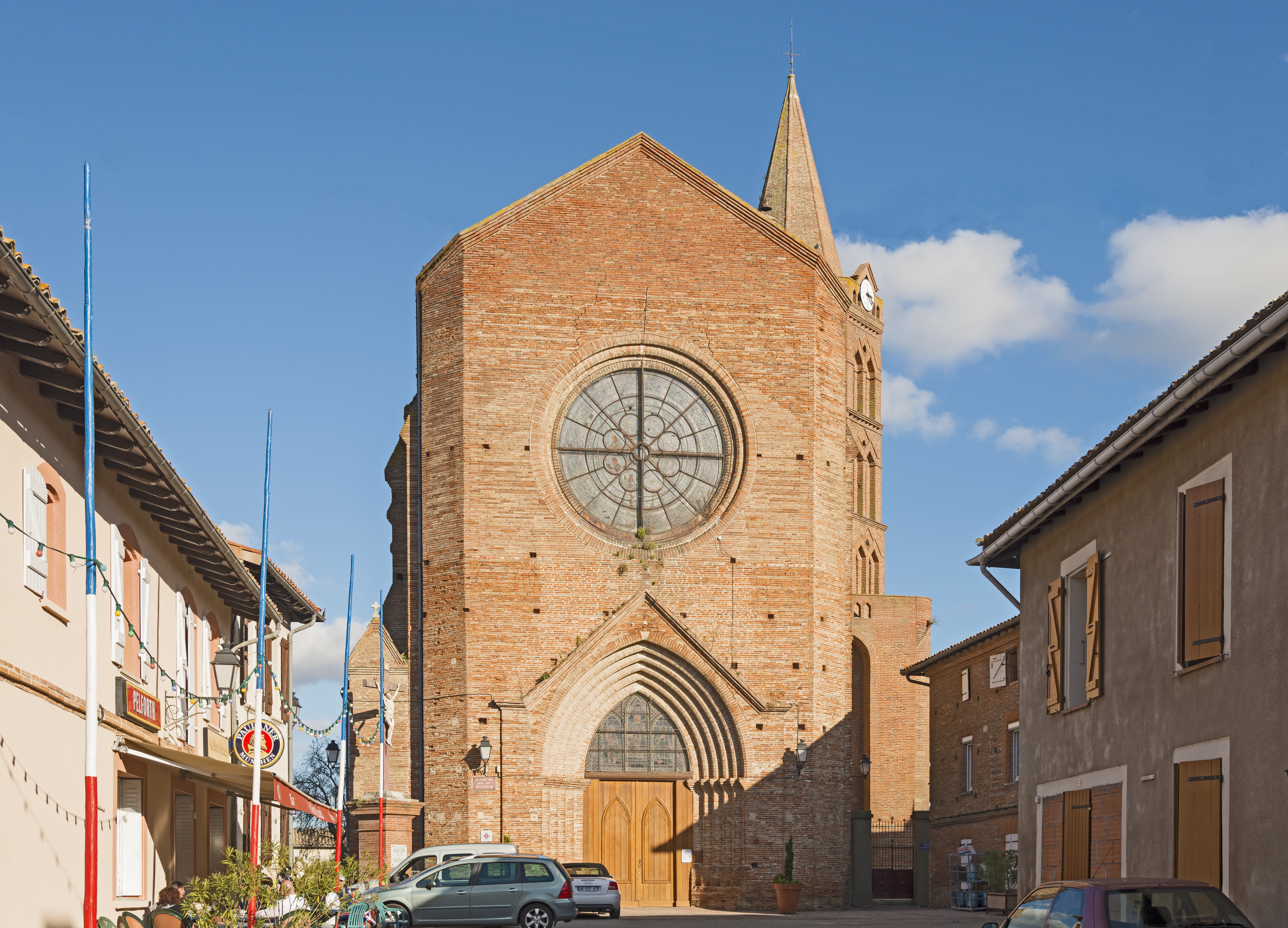
教堂
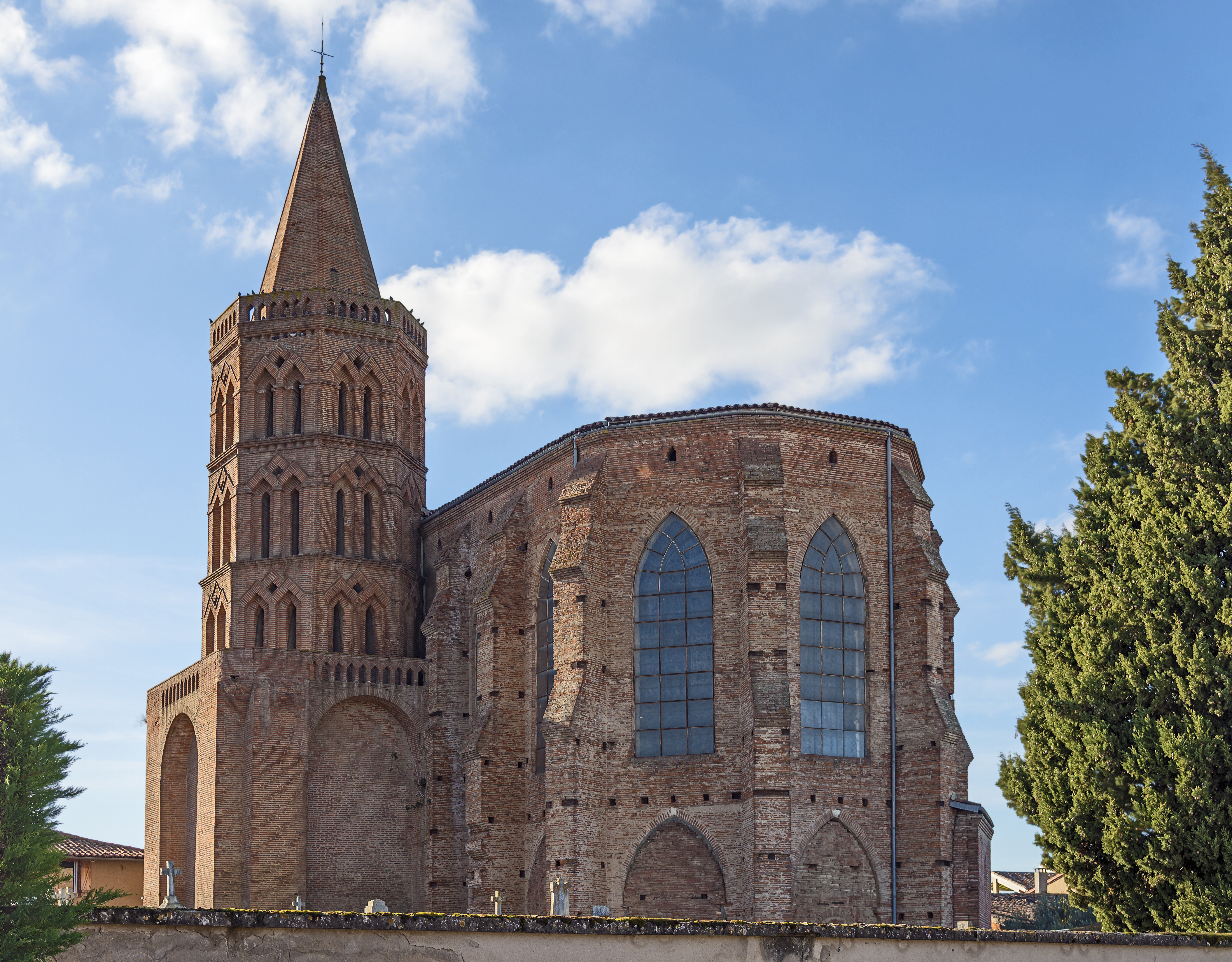
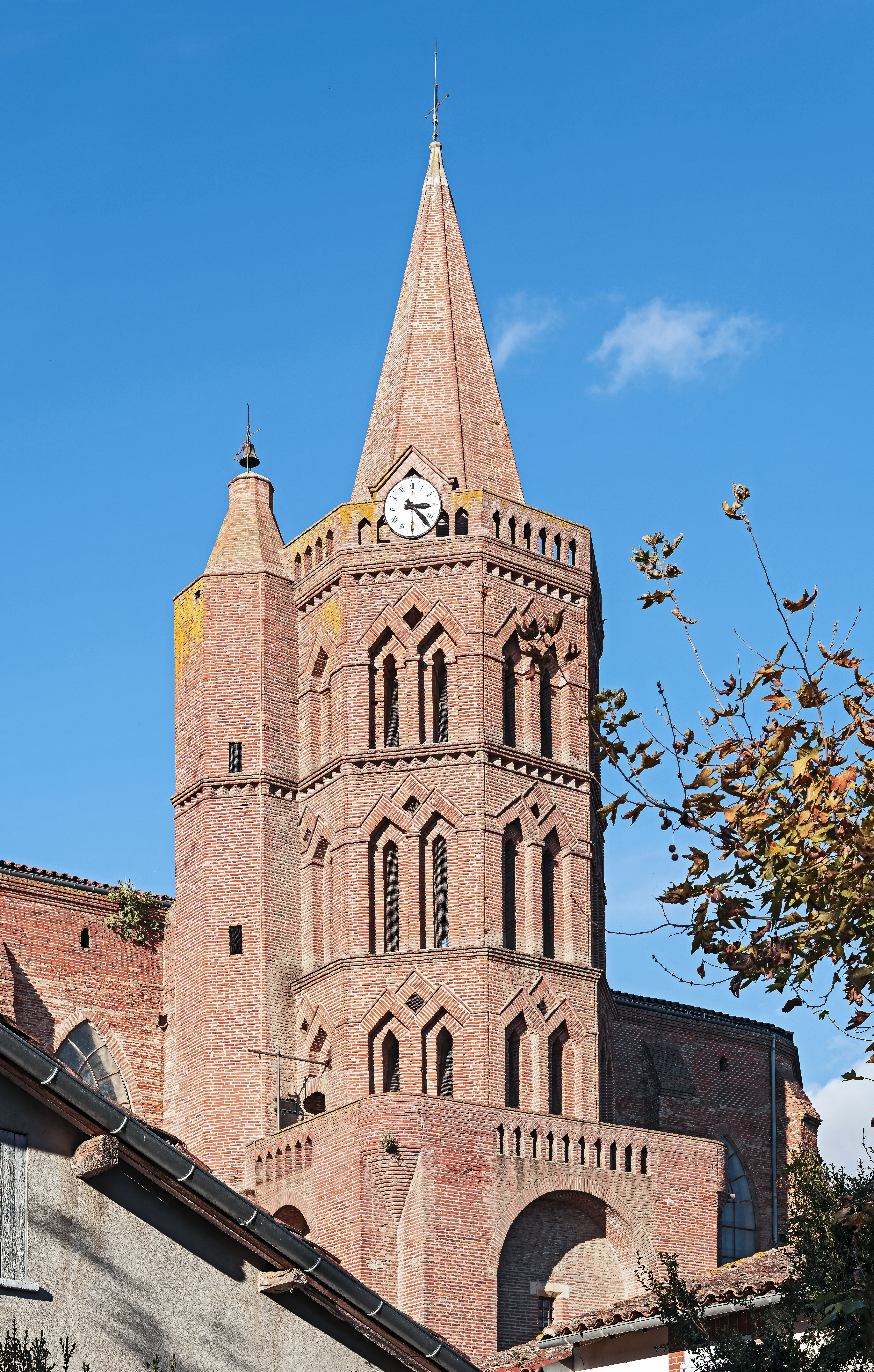